# 海安市
海安市是中国江苏省的一个县级市，由南通市代管。該市位于江苏省东南部、富饶的长江三角洲平原上，东临黄海，串场河及通扬、通榆运河在境内交汇。区域总面积为1,183.57平方公里。
2018年5月11日，海安撤县设市。市政府駐
海安街道长江中路106号。

## 历史
早在五千多年前的新石器时代，就有青墩先民刀耕火种、繁衍生息。春秋时期鲁哀公十二年（前483年），吴侯会卫侯于郧（今立发桥），建发繇亭以示纪念。汉代开上官运盐河过县境。东晋义熙七年（411年）始设县，此后，县治几度兴废。唐代淮南节度使李承实沿海筑捍海堰，北宋范仲淹倡导修筑海堤数百里，过境40多里。南宋文天祥为兴兵抗元，路过海安，留下“自海陵来向海安，分明如度鬼门关”的名句。明朝海防兵备副使刘景韶、副将邱升率兵民抗倭，斩敌千余人，保证了百姓的安宁。

## 地理
海安地处苏中平原，东临黄海，与如东接壤，南和如皋毗邻，西通泰兴，并与姜堰相交，北与东台市相连，全市均为平原地带，地形坦荡，河道稠密。通扬运河、串场河以东为河东地区，是江苏滨海平原的最高处，为海相沉积物盐碱地区。

### 水系
市内河流分属长江、淮河两大水系。通扬运河以南属长江水系，以北属淮河水系。一级河7条：栟茶运河、焦港、北凌河、新通扬运河、通榆运河、如海运河（引水工程）、通扬运河。

### 气候
| 海安(1981−2010)      | 海安(1981−2010) | 海安(1981−2010) | 海安(1981−2010) | 海安(1981−2010) | 海安(1981−2010) | 海安(1981−2010) | 海安(1981−2010) | 海安(1981−2010) | 海安(1981−2010) | 海安(1981−2010) | 海安(1981−2010) | 海安(1981−2010) | 海安(1981−2010) |
| 月份                 | 1月             | 2月             | 3月             | 4月             | 5月             | 6月             | 7月             | 8月             | 9月             | 10月            | 11月            | 12月            | 全年            |
| -------------------- | --------------- | --------------- | --------------- | --------------- | --------------- | --------------- | --------------- | --------------- | --------------- | --------------- | --------------- | --------------- | --------------- |
| 平均高温 °C（°F）    | 6.8 (44.2)      | 8.7 (47.7)      | 13.1 (55.6)     | 19.3 (66.7)     | 25.1 (77.2)     | 28.4 (83.1)     | 31.4 (88.5)     | 30.9 (87.6)     | 27.2 (81.0)     | 22.4 (72.3)     | 16.1 (61.0)     | 9.6 (49.3)      | 19.9 (67.9)     |
| 日均气温 °C（°F）    | 2.5 (36.5)      | 4.3 (39.7)      | 8.3 (46.9)      | 14.1 (57.4)     | 19.6 (67.3)     | 23.8 (74.8)     | 27.4 (81.3)     | 26.9 (80.4)     | 22.9 (73.2)     | 17.5 (63.5)     | 11.2 (52.2)     | 4.9 (40.8)      | 15.3 (59.5)     |
| 平均低温 °C（°F）    | −0.6 (30.9)     | 1.0 (33.8)      | 4.5 (40.1)      | 9.5 (49.1)      | 15.1 (59.2)     | 20.1 (68.2)     | 24.2 (75.6)     | 23.9 (75.0)     | 19.6 (67.3)     | 13.7 (56.7)     | 7.4 (45.3)      | 1.4 (34.5)      | 11.6 (53.0)     |
| 平均降水量 mm（）    | 43.6 (1.72)     | 44.4 (1.75)     | 71.0 (2.80)     | 66.4 (2.61)     | 85.5 (3.37)     | 140.5 (5.53)    | 184.7 (7.27)    | 151.5 (5.96)    | 91.8 (3.61)     | 51.5 (2.03)     | 55.2 (2.17)     | 29.1 (1.15)     | 1,015.2 (39.97) |
| 平均相對濕度（％）   | 75              | 75              | 76              | 76              | 76              | 79              | 84              | 84              | 81              | 76              | 75              | 73              | 78              |
| 来源：中国气象数据网 |                 |                 |                 |                 |                 |                 |                 |                 |                 |                 |                 |                 |                 |

## 行政区划
海安市下辖4个街道办事处、9个镇：
海安街道、孙庄街道、胡集街道、隆政街道、城东镇、曲塘镇、李堡镇、角斜镇、大公镇、雅周镇、白甸镇、南莫镇、墩头镇和海安县农场。

## 人口
根据第七次全国人口普查数据，截至2020年11月1日零时，海安市常住人口为874334人。
截至2021年末，海安市户籍总人口907743人，比上年减少6375人。全年出生人口3719人，人口出生率为4.1‰；死亡人口9081人，人口死亡率为10.0‰，人口自然增长率为-5.9‰。

## 经济
- 工业

建筑之乡，初步形成了装备制造、纺织（丝绸、化纤）、高新技术三大产业集群，锻造机械、电梯部件、电力装备、建材机械、纺织、丝绸、化纤、电子、新材料、新能源等十大特色板块。
- 农业畜业

主产水稻、小麦。誉为禽蛋之乡、蚕丝之乡。

## 交通
市内两条高速(沿海高速、江海高速)、两条国道( 204国道、 328国道)、两条运河(通扬运河、连申线运河)、两条铁路新长铁路27公里、宁启铁路纵横交错，建设中的盐通铁路经过海安，以海安站為主要車站。

## 教育
- 小学：海安市实验小学、海安市城南实验小学、海安市明道小学等
- 初中：海安市海陵中学、海安市城南实验中学、海安市紫石中学等
- 普通高中：江苏省海安高级中学、江苏省曲塘高级中学、海安市实验中学、海安市立发中学、海安市李堡中学
- 职业高中：江苏省海安中等专业学校、海陵技工学校
- 大学：南通理工大学（海安校区）

## 文化艺术
- 海安花鼓

## 名胜
- 三塘十景（已不存）
- 苏中七战七捷纪念碑
- 尼姑庵（位于今丹凤小学內，寺塔已不存）
- 凤山庙（今建物是90年代在一个小渔塘上面重建的，非古建築）
- 青墩遗址（南莫沙岗境内）
- 范公堤
- 新四军联抗部队烈士墓
- 韩紫石故居（海安博物馆）
- 七星湖生态公园（人工湖，位于城东镇开屏村，大型招商演出活动一般于此举行。）
- 海安县烈士陵园（粟裕将军有一半遗骨长眠于此）
- 高凤英烈士墓（北有刘胡兰，南有高凤英，南莫沙岗境内）
- 乐百年小镇（墩头镇境内）

## 特产
品王酒、三塘粮酒、糯米陈酒、沙岗猪头肉、李堡麻虾酱、河豚。